# Limington
Limington is een civil parish in het bestuurlijke gebied South Somerset, in het Engelse graafschap Somerset met 199 inwoners.